# اما زروب
اما زروب (انگلیسی: Emma Xuerreb؛ زادهٔ ۵ ژانویهٔ ۱۹۹۲) بازیکن فوتبال اهل مالت است.
از باشگاه‌هایی که در آن بازی کرده‌است می‌توان به باشگاه فوتبال موستا اشاره کرد.
وی همچنین در تیم ملی فوتبال Malta بازی کرده‌است.